# Club Iberoamericana
El Club Universidad Iberoamericana fue un club de fútbol boliviano de la ciudad de La Paz, que jugaba en la Liga de Fútbol Profesional Boliviano. El equipo ganó la Copa Simón Bolívar de la edición 2000, ascendió y debutó en la Primera División en 2001. 
Era un equipo cuyos fundadores eran personal del Club Bolívar y una especie de cantera del mencionado equipo. El equipo jugaba usualmente sus partidos de local en el Estadio Hernando Siles y en el Estadio Simón Bolívar.
En la edición 2005 descendió, y tuvo que jugar en la Asociación del Fútbol de La Paz. Poco después, por acumulación de deudas, el club desaparecería.

## Estadio

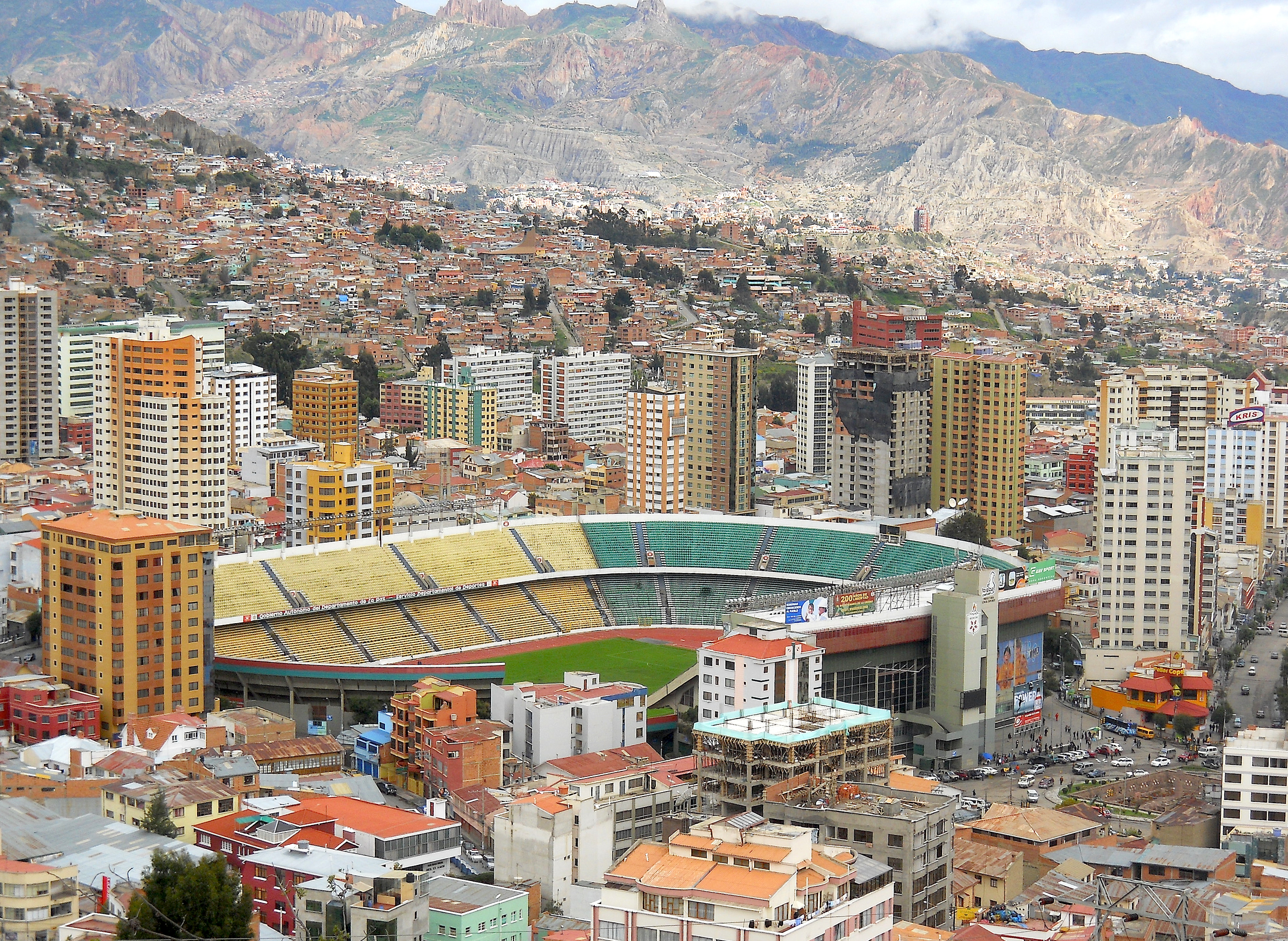
Vista del estadio desde el Barrio Miraflores.

El estadio Estadio Hernando Siles, es el más amplio del país. Inaugurado en 1931, el recinto tiene un aforo para 45 143 personas, y ha sido sede de tres Copas América, numerosos encuentros de las eliminatorias para la Copa Mundial de la FIFA.
El estadio está localizado en el barrio de Miraflores, a una altitud de 3.601 metros sobre el nivel del mar, haciéndolo uno de los estadios más altos del mundo.

## Datos del club
- Puesto en la clasificación histórica de la Primera División: 26.º
- Temporadas en Primera División: 8 (2001-Apertura 2005).
- Jugador con más partidos disputados: Jorge Fernando Garzón (146 partidos oficiales).
- Jugador con más goles: Roberto Galindo (34 goles en competiciones oficiales).

## Palmarés

### Torneos nacionales
| Competición nacional   | Títulos | Subcampeonatos |
| ---------------------- | ------- | -------------- |
| Copa Simón Bolívar (1) | 2000.   |                |

### Torneos regionales (1)
| Competición regional  | Títulos | Subcampeonatos |
| --------------------- | ------- | -------------- |
| Campeonato Paceño (1) | 2000.   |                |

## Entrenadores

### Cronología
Los entrenadores interinos aparecen en cursiva.
- Abdúl Aramayo (2000)
- Carlos Ángel López (2002)
- Fernando Salinas (2003)
- Luis González (2004-2005)
- Fernando Salinas (2005)